# Gonçal Mayos i Solsona
Gonçal Mayos Solsona (Vilanova de la Barca, Segrià, 1957) és un filòsof i assagista català, professor de la Universitat de Barcelona. Especialitzat en pensadors moderns com Nietzsche, Hegel, Johann Gottfried Herder, Kant, Hölderlin, D'Alembert, el Marquès de Sade…, ha evolucionat vers l'estudi dels grans moviments moderns (Racionalisme, Il·lustració, Romanticisme, Filosofies de la sospita…) i la seva influència contemporània fins a la postmodernitat. Anticipant-se a les tendències postdisciplinars actuals, Mayos va encunyar el terme macrofilosofia per a caracteritzar les seves anàlisis globals, interdisciplinars i de processos de llarga duració. Autor de nombrosos llibres i articles, dirigeix la xarxa Open Network for Postdisciplinarity and Macrophilosophy (OPEN-PHI) i codirigeix el Grup Internacional de Recerca Cultura, Història i Estat (GIRCHE). Actualment presideix el Liceu de Filosofia Joan Maragall i és el vocal primer de la Junta directiva de l'Ateneu Barcelonès des de 2014. El 1992 va rebre el Premi Prat de la Riba pel seu treball Entre lògica i empíria. Claus de filosofia hegeliana de la història.